# Procureurs (televisiereeks)
Procureurs is de naam van een vierdelige human interestreeks over negen Belgische parketmagistraten die begin 2020 op de Vlaamse televisiezender Canvas werd uitgezonden.
De reeks maakte gebruik van hetzelfde format als de eerder op Canvas uitgezonden reeksen Strafpleiters en Misdaaddokters. In de reeks werden de parketmagistraten één-op-één vragen gesteld door Gilles De Coster als interviewer, zittend in een ijzeren geraamte in een industrieel ogende ruimte. Ze vertelden er openhartig over hun beroep, hun privéleven en bekende zaken waar ze een bijdrage toe hebben geleverd. De interviews werden vervolgens in stukjes geknipt en opnieuw samengevoegd zodat elke aflevering een bepaald thema behandelt. De reeks werd geproduceerd door het productiehuis Woestijnvis, dat ook Strafpleiters en Misdaaddokters produceerde.
De negen parketmagistraten die in de reeks geïnterviewd werden, waren: Ine Van Wymersch (procureur des Konings in Halle-Vilvoorde), Guido Vermeiren (procureur des Konings in Limburg), An Schoonjans (substituut-procureur in Oost-Vlaanderen), Yves Liégeois (eerste advocaat-generaal in Antwerpen), Veerle Cielen (substituut-procureur in Limburg), Patrick Boyen (advocaat-generaal in Antwerpen), Wenke Roggen (federaal magistraat), Frédéric Van Leeuw (federaal procureur) en Ester Natus (federaal magistraat).
De reeks was vanaf de eerste uitzending ook al integraal te bekijken op VRT NU.

## Afleveringen
| Aflevering | Titel                | Uitzenddatum    | Kijkcijfers (live) |
| ---------- | -------------------- | --------------- | ------------------ |
| 1          | Dossierkoorts        | 6 januari 2020  | 380.737            |
| 2          | Strafproces          | 13 januari 2020 | 375.950            |
| 3          | Misdaadexpert        | 20 januari 2020 | 433.110            |
| 4          | Beschermer en boeman | 27 januari 2020 | Onbekend           |